# ونگتهور
ونگتهور (به انگلیسی: Vengathur) یک زیستگاه انسانی در هند است که در Tiruvallur district واقع شده‌است.

## خصوصیات
ونگتهور ۱۷٬۰۰۳ نفر جمعیت دارد.